# 1984年以色列議會選舉
1984年以色列議會選舉舉行於1984年7月23日，選出第11屆以色列議會的120名議員，投票率有78.8%。工黨時隔7年再次成為議會最大政黨，但由於未能和其他小政黨組閣成功，因此和利庫德集團組建大聯合政府。

## 外部連結
- Historical overview of the Eleventh Knesset （页面存档备份，存于） Knesset website
- Election results （页面存档备份，存于） Knesset website